# ギャラクタス・トリロジー
「ギャラクタス・トリロジー」（"The Galactus Trilogy"）は、 『ファンタスティック・フォー』誌第48-50号で展開された、1966年の3話構成のコミック・ブック・ストーリー・アークである。マーベル・コミック下でジャック・カービーが作画を担当し、編集者のスタン・リーと共同でプロットを作り上げたこれは、ギャラクタスとシルバーサーファーが初登場するストーリーである。2018年に『アトランティック』誌からは「いわゆるコミック・ブックのシルバー・エイジの紛れもない頂点」と評された。

## 出版史
マーベル・コミックの代表的なスーパーヒーロー作品である『ファンタスティック・フォー』が発表されてから約5年後となる1966年、ジャック・カービーとスタン・リーは、当時の典型的なスーパーヴィランのモデルから脱却し、代わりに神のような姿とパワーを持つ存在となるようデザインされたものを共同開発した。1993年にリーは以下のように振り返っている:
新しいスーパービランを考えるのは楽しくて、つい作り過ぎてしまうけど、ギャラクタスもその一人程度に考えていたんだ。ただ、それまでに生み出してきたモールマン、フライトフル・フォー、グレイガーゴイルにエクゼキューショナー、マンダリン、Dr.ドゥームといった悪党スター達に見劣りしてはいけないとは思っていて、彼らを超えるためにもギャラクタスに神にも等しい力を持たせたんだ。まぁ、そこまでは滞りなく進んだわけだけど、その半神半人のキャラクターをどう扱うかが悩みの種だった。マーベルユニバースどころか、銀河の如く広がるコミック業界のあちこちに次期世界征服候補者がひしめいている以上、そんなありきたりの野望は持たせたくない。そこで、もしも根っからの悪人じゃなかったら・・・と閃いた。そうこうして、半神くんは（笑わないでくれよ）ただ腹を空かしただけの、善悪を超越した超宇宙的存在に落ち着いた。惑星の生命力とエネルギーが彼の食事なんだ!
カービーは、ギャラクタスとそれに付随する、リーがシルバーサーファーと名付けた天使のようなヘラルドについて、聖書から得たインスピレーションを語っている:
私のインスピレーションは、売り上げを伸ばし、もやはステレオタイプではないキャラクターを考え出さなければならないという事実であった。すなわち、ギャングスタ―に頼ることができなかった。何か新しいものが必要だったのだ。私はどういうわけか、聖書に目をやり、ギャラクタスを思いついたのだ。そして私は、常にその存在を感じ取っていたが故によく知っていた、この途方もない人物を目の前にした。彼を普通の人間と同様に扱うことは到底できなかった。私の最初の原案では、物語を結末へ導くために彼から離れなければならなかったことを覚えている。当然、シルバーサーファーは堕天使だ。ギャラクタスによって地球に追いやられた後も彼は地球に留まり、それが彼の冒険の始まりとなった。彼らはコミックではこれまで使われたことのない人物像だった。彼らは神話上のぞんざいだった。そしてもちろん、彼らは最初の神々だった。
カービーははさらに、「実際のところ、ギャラクタスは一種の神なのだ。彼はあらゆる避難の余地がなく、誰の見解をも超越している。ヘラクレスの父であるゼウスのような存在だ。彼自身が伝説であり、もちろん、彼とシルバーサーファーは現代の伝説のようなもので、そのように設計されているのだ」と説明した。
作家のマイク・コンロイは、リーとカービーの説明を次のように補足した:
『ファンタスティック・フォー』誌の創刊から5年という短期間で、リーとカービーの2人組は、スクラル、ウォッチャー、ストレンジャーなどの数多くの異星種族やその代表者を登場させ、これらを彼らが構築していた世界観の基盤として活用し、ここではその宇宙論の「自然法則」に反しない場合に限ってあらゆることが可能である。黎明期のマーベル・ユニバースでは、どのコミックに登場してもキャラクターの行動は一貫していた。彼らの行動はすべてのタイトルに反映されていた。それらは純粋なソープオペラでありながら、宇宙規模であり、ギャラクタスはその壮大な広がりを象徴していた。
こうした流れを経て、『ファンタスティック・フォー』第48-50号（1966年3月-5月）でギャラクタスが初登場し、ファンはこれを「ギャラクタス・トリロジー」と呼ぶようになった。物語は『ファンタスティック・フォー』第50号（1966年5月）において、シルバーサーファーが人類に代わってギャラクタスに立ち向かうというクライマックスを迎えた。

## プロット

### ギャラクタス来襲!
前号から続くインヒューマンズの物語が終わった後、物語の焦点はシルバーサーファーに移り、アンドロメダ銀河を移動する彼はスクラルたちの目にとまる。戦慄するスクラルたちは自分たちの星がサーファーに認知されないようにあらゆる手を尽くす。とある未熟なスクラルは、シルバーサーファーが訪れる場所にはその主人であるギャラクタスが遠からず現れるという説明を受ける。
地球では、ファンタスティック・フォーが炎に包まれる空一面を目にする。リード・リチャーズは状況を分析するためにバクスター・ビルディングの研究室に閉じこもる。やがて上空の炎は消え去るが、今度は宇宙デブリで覆われてしまう。
リードの研究室にウォッチャーの名で知られる強力な存在が現れる。彼は、大気の乱れの原因は自分であり、シルバーサーファーの目から地球の存在を隠すためであると説明する。彼はさらに、惑星全体から元素エネルギーを食い尽くして干上がらせ、生命のいない抜け殻へと変えてしまう強力な宇宙的存在であるギャラクタスの先遣隊がサーファーであると説明する。
サーファーは宇宙ゴミのフィールドを調査し、その中に隠された地球を発見する。サーファーはバクスター・ビルディングの屋上に現れ、ギャラクタスのもとへ宇宙信号を送る。ファンタスティック・フォーは屋上まで追いかけ、シングが彼に突撃してビルから叩き落とす。マンハッタン上空にギャラクタスの宇宙船が出現し、船から出てきた彼は全世界を食い尽くす意向を宣言する。

### 破滅の日、きたりなば!
ウォッチャーはギャラクタスに地球から手を引くように訴える。その交渉が破談に終わると、ヒューマントーチ（ジョニー・ストーム）とシングがギャラクタスへの攻撃を試みるが、効果が無い。ウォッチャーは一同に一旦退却するように告げる
ギャラクタスは地球の養分を吸い尽くすための装置の建造を続け、ウォッチャーはギャラクタスの本拠地には彼を阻止できる装置があると一同に説明する。一方で意識を失っていたシルバーサーファーはアリシア・マスターズのアパートで目を覚ます。サーファーの使命を知った彼女は、主人に反旗を翻して地球を救うように訴える。
ギャラクタスの装置をファンタスティック・フォーが攻撃し始めると、ギャラクタスはサイボーグのパニッシャーを呼び出して彼らに対抗する。この隙にウォッチャーはジョニーの能力を強化し、ギャラクタスの故郷へ向かわせて彼を倒すために必要な武器を回収させる。アリシアはサーファーの説得に成功し、彼は地球を守る手助けを始める。

### シルバーサーファーの驚くべき物語!
現れたシルバーサーファーが主人に逆らって攻撃を行い、その間にジョニーはアルティメット・ヌリファイヤーを持ち帰る。リードがそれをギャラクタスに対して使うと言って脅すと、彼はそれを返すならば地球から去ると約束する。ギャラクタスは地球を去る前にサーファーの「時空の力」を奪い、彼が2度と地球から離れられないようにする。戦いの後、シルバーサーファーはアリシアから感謝を意を表され、地球の探索のため去って行く。シングはアリシアが自分ではなくサーファーを選んだと思い込み、誤解したまま静かにその場を立ち去る
日常に戻った後、J・ジョナ・ジェイムソンと『デイリー・ビューグル』紙はギャラクタス事件がでっち上げだと主張するが、彼らの社説はなんでも事実と逆だろうと考える市民も存在する。

## レガシー
「ギャラクタス・トリロジー」の反響によってシルバーサーファーはその後の『ファンタスティック・フォー』誌で再登場し、最終的には彼自身が主役のシリーズが創刊されるに至った。カービーは、畏敬の念を抱かせる存在感を維持させるためにギャラクタスを再登場させるつもりはなかったが、ファンからの反響を受け、リーはカービーにキャラクターの復帰を依頼した。2012年、このストーリーラインは『コミック・ブック・リソーシズ』の読者投票で最高のコミック・ストーリーラインで19位に選出された。
このストーリー・アークは、1994年に出版されたカート・ビュシーク脚本、アレックス・ロス作画による全4号のリミテッド・シリーズ『マーベルズ』の第3号の基となった。また、2004年から2006年にかけてウォーレン・エリスが脚本したアルティメット・マーベルの『Ultimate Galactus Trilogy』の3つのミニシリーズの基ともなった。

### 翻案
- このストーリー・アークは1967年のテレビアニメ『宇宙忍者ゴームズ』および1994年のテレビアニメ『ファンタスティック・フォー』のエピソードで翻案された[要出典]。
- このストーリー・アークはテレビアニメ『シルバーサーファー』の最初の3部構成のエピソードでもゆるやかに翻案された[要出典]。
- 「ギャラクタス・トリロジー」は、2007年の映画『ファンタスティック・フォー:銀河の危機』で翻案された[13]。また2025年の映画『ファンタスティック4:ファースト・ステップ』のインスピレーションの源の1つである[14]。

## コレクテッド・エディション
「ギャラクタス・トリロジー」は、何度もトレード・ペーパーバックに収録されている:
| タイトル                                                | 収録内容 | ページ数 | 出版日                       | ISBN                           |
| ------------------------------------------------------- | --- | -------- | ---------------------------- | ------------------------------ |
| Silver Surfer: The Coming of Galactus                   | Fantastic Four #48–50 | 48       | 1992年1月                    | 978-0871359575                 |
| Fantastic Four: Behold... Galactus!                     | Fantastic Four #48–50, 74–77, 120–123, 242–244 | 312      | 2018年8月                    | 978-1302505578                 |
| Fantastic Four: Behold... Galactus! (Marvel Select)     | Fantastic Four #48–50, 120–123, 242–244 | 232      | 2019年10月                   | 978-1302517632                 |
| Silver Surfer Epic Collection: When Calls Galactus      | Fantastic Four #48–50, 55, 57–60, 72, 74–77; material from Fantastic Four 56, 61, Annual #5, Tales to Astonish 92–93 | 320      | 2014年12月                   | 978-0785190028                 |
| Fantastic Four: Coming of Galactus! (Marvel Pocketbook) | Fantastic Four #44–51, Annual #3 | 200      | 2005年4月                    | 978-1904419617                 |
| Essential Fantastic Four, Volume 3                      | Fantastic Four #41–63, Annual #3–4 | 536      | 2007年3月                    | 0-7851-2625-2                  |
| Fantastic Four Omnibus Vol. 2                           | Fantastic Four #31–60, Annual #2–4 | 832      | 2007年6月 (2013年12月再出版) | 0-7851-2403-9 (978-0785185673) |
| Marvel Masterworks: Fantastic Four, Volume 5            | Fantastic Four #41–50, Annual #3 | 240      | 2007年9月                    | 0-7851-1184-0                  |
| Fantastic Four Epic Collection: The Coming of Galactus  | Fantastic Four #33–51, Annual #3 | 448      | 2018年8月                    | 978-1302913311                 |
| Marvel Visionaries: Jack Kirby                          | Red Raven Comics #1, Marvel Mystery Comics #13, Captain America Comics #1, Yellow Claw #3, Strange Tales #94, Amazing Adventures #1, Rawhide Kid #17, Hulk #3, Amazing Spider-Man #8, Avengers #4, Sgt. Fury #6, Fantastic Four #48–51, Thor #134–136, Fantastic Four Annual #5, Amazing Adventures (Vol. 2) #1–2, Captain America #200, Eternals #7, What If? #11 | 352      | 2019年9月                    | 978-1302919696                 |

### 日本語版
| タイトル                                                | 収録内容                                           | 翻訳者                         | 出版社             | ページ数 | 出版日         | ISBN |
| ------------------------------------------------------- | -------------------------------------------------- | ------------------------------ | ------------------ | -------- | -------------- | ---- |
| ファンタスティック・フォー 第2巻                        | Fantastic Four #48–50, 72, 74-77, Silver Surfer #1 | 小野耕世                       | 光文社             |          | 1978年10月15日 | N/A  |
| ファンタスティック・フォー:カミング・オブ・ギャラクタス | Fantastic Four #41–50, Annual #3                   | 石川裕人、坪野圭介、御代しおり | ヴィレッジブックス | 240      | 2018年3月30日  | N/A  |